# Subkarabinek

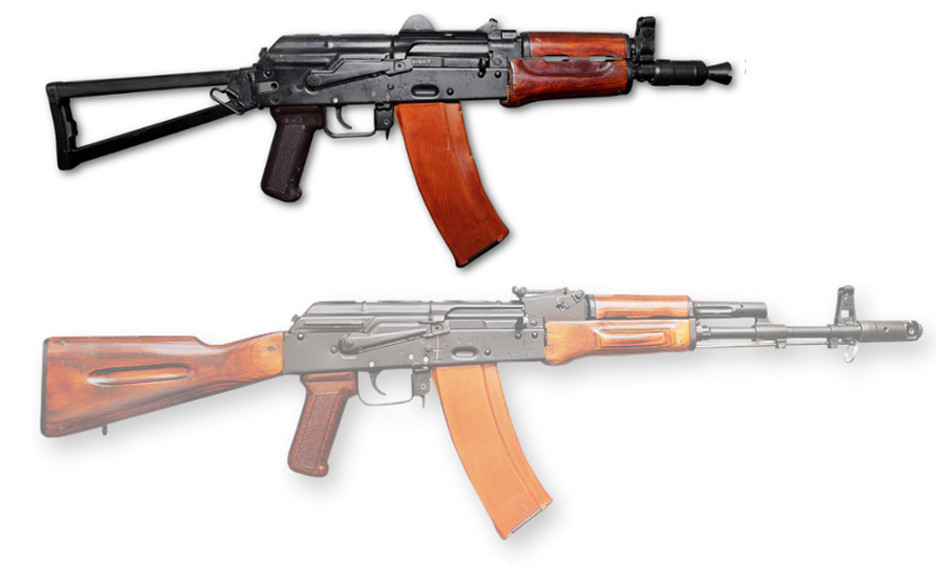
Subkarabinek AKS-74U
jako skrócona wersja karabinka AK-74

Subkarabinek – rodzaj skróconego karabinka (najczęściej automatycznego) zasilanego amunicją pośrednią, wyposażonego w lufę o długości do 350 mm.
Subkarabinki pojawiły się w wyniku poszukiwania broni o wymiarach zbliżonych do pistoletów maszynowych, ale zasilanych amunicją pośrednią i będących skróconymi odmianami karabinków automatycznych. Ze względu na niewielkie rozmiary i wagę, broń tego typu sprawdza się w czasie walki w ciasnych przestrzeniach (np. w okopach lub budynkach), oraz jako broń do samoobrony dla załóg pojazdów, obsługi ciężkiego sprzętu (np. artylerii) czy wojsk inżynieryjnych (np. saperzy). Zastosowanie amunicji pośredniej, zapewnia jednocześnie lepsze osiągi, względem stosowanych wcześniej w tej roli pistoletów maszynowych.
Za przykład popularnych subkarabinków mogą posłużyć między innymi: AKS-74U, Colt Commando, HK 53. W Polsce pod koniec lat 80 XX w. opracowano własny subkarabinek wz. 89 Onyks, jednak nie został on wprowadzony na wyposażenie Ludowego Wojska Polskiego. Obecnie w Wojsku Polskim, używane są subkarabinki wz. 96 Mini-Beryl.